# 푸피에누스
마르쿠스 클로디우스 푸피에누스 막시무스 아우구스투스(Marcus Clodius Pupienus Maximus Augustus, 168년~238년 6월 29일)는 로마 제국의 스물 일곱 번째 공동 황제로, 발비누스와 함께 238년에 총 3달 동안 재위했다. 그가 통치하던 시기에 남겨진 기록은 얼마 되지 않기에, 푸피에누스 황제에 대한 역사적 기록도 얼마 남아있지 않다. 로마 시대에, 그는 '푸피에누스'라는 이름보다는 '막시무스'라는 이름으로 더 자주 불렸다.

## 즉위 전

### 어린 시절
푸피에누스는 168년에 태어난 것으로 알려져 있으나, 정확한 출생일과 출생 장소에 대해서는 알려져 있지 않다. 로마의 역사책 '히스토리아 아우구스타'에 따르면, 그는 대장장이의 아들이었다가 페르셀리나 마르첼라라는 여인에게 입양되었다고 한다. 이후 그는 군대에 입대하여, 승진을 거듭하여 백인대장, 군사 호민관을 거친 후 정무관의 자리에까지 올랐다고 한다. 푸피에누스의 군대 승진 속도는 꽤나 빨랐고, 그는 세베루스 왕조 시기인 2세기 후반과 3세기 초반에 여러 중책들을 맡았다고 한다. 이 때 그는 비티니아와 폰투스, 아카이아, 갈리아 나르보넨시스의 총독을 맡았다.
'히스토리아 아우구스타'에서는 그를 비천한 출신의 사람으로 묘사하지만, 이 것을 가지고 그를 낮은 계층의 사람이었다고 단정짓는 것에는 무리가 있다. 사실 그는 이탈리아 중부의 볼테라 출신의 원로원 의원 마르쿠스 푸피에누스 막시무스의 아들이었는데, 마르쿠스 푸피에누스 막시무스는 그의 가문에서 처음으로 원로원에 입성한 사람이었기에, 상대적으로 로마의 다른 귀족들에 비해 그 입지가 약했다는 것이 학계의 정설이다.
'히스토리아 아우구스타'에서 나온 기록에서 문제가 되는 것은 이뿐만이 아니다. 기록에 의하면 그는 비티니아와 폰투스, 아카이아, 갈리아 나르보넨시스의 총독을 모두 겸임하였다고 나왔는데, 당시 비티니아는 황제에게 직속으로 통치되는 속주였기에 원로원 출신이었던 푸피에누스가 이 곳을 다스렸다는 것에는 논리상의 결함이 있고, 3개의 지방을 모두 통치한 다른 사례가 없기에 이 또한 신빙성이 부족하다. 게다가 이 3개의 지방의 총독 명단들 중, 그 어떤 곳에도 푸피에누스의 이름은 존재하지 않는다. 그러므로 '히스토리아 아우구스타'에 나온 정보를 다 믿을 것이 아니라, 관련 자료들과 저서들을 최대한 모아 합리적인 사고를 통해 당시의 상황을 추론하는 것이 중요하다.
222년경, 그의 권력은 점차 공고해졌다. 207년 쯤에 그는 군사령관으로 임명받아, 게르마니아의 한 지방으로 파견을 나갔고, 그 곳에서 사르마티아족과 게르만족들을 상대로 승리를 거두었다고 기록하고 있다. 234년, 그는 알렉산데르 세베루스에 의해 집정관에 선출되었으며, 이어 로마의 시장에도 올랐다. 에드워드 기번의 로마제국 쇠망사에 의하면 푸피에누스는 엄정한 법률 집행으로 가차없이 처벌해 시민들에게는 별로 인기가 없었지만 지식인들에게 청렴하고 강직한 관료로 칭송받았다고 한다.

## 통치
238년 3월, 고르디아누스 1세와 고르디아누스 2세가 아프리카에서 황제 즉위를 선언할 때, 로마 원로원은 막시미누스 트라쿠스를 막기 위해 20명의 원로 의원들을 뽑아 위원회를 구성하였다. 이 20인 위원회의 역할은 고르디아누스 1,2세가 아프리카에서 출발해 로마에 도착하기 전까지 트라쿠스를 상대로 버티어내는 것이었다. 그런데 238년 4월. 누미디아 속주 총독 카펠리아누스가 두 황제를 반역자로 규정하고 공격을 가했다. 고르디아누스 2세는 1천 명의 병사들을 이끌고 저항했으나 패해 목숨을 잃었고, 아들의 전사 소식을 들은 고르디아누스 1세는 자살했다.
두 황제가 불과 한 달 만에 사망했다는 급보를 접한 원로원은 큰 충격에 휩싸였다. 이후 원로원 회의가 곧바로 소집되었고, 의원들 중 2명을 새로 황제로 선출하여 국난을 타개하자는 안이 제시되었다. 이 회의에서 푸피에누스와 발비누스가 새로운 공동 황제로 선출되었고, 그와 함께 최고 대사제라는 명예를 수여하였다.
하지만 원로원의 모든 구성원들이 그들의 즉위를 반기는 것은 아니었다. 원로원 파벌들 중 고르디아누스 가문을 지지하던 세력들은 로마 대중들과 근위대를 선동하였고, 이에 선동받은 대중들은 자신들이 직접 황제를 선출해야 한다며 원로원이 선택한 두 황제에 더해 제 3의 황제를 선출해야 한다고 주장하면서 고르디아누스 가문의 사람을 제3의 황제로 옹립하라고 요구했다. 이후 이 요구가 점차 거세지자, 푸피에누스와 발비누스는 결국 고르디아누스 3세를 새로운 제 3의 황제로 세우게 된다.
이후 두 황제는 막시미누스 트라키스를 상대로 로마를 지켜내는 문제를 떠맡게 되었다. 상대적으로 경력이 더 높았던 발비누스는 로마에 남아 치안과 내정을 담당하였고, 푸피에누스는 직접 병사들을 이끌고 이탈리아 북부 라벤나로 진군했다. 이 곳에서 그는 막시미누스를 공략할 전략을 짰고, 그가 게르마니아에서 전투를 지휘할 때의 명성을 활용하여 게르만 혈통의 병사들을 모으게 된다. 그러던 중 막시미누스 트라쿠스는 라인 강을 지키던 군단을 이끌고 이탈리아에 쳐들어가 아퀼레이아를 포위했지만, 아퀼레이아 수비군의 끈질긴 방어에 막혀 함락시키지 못했다. 그러던 중 오랜 공성에 질려버린 병사들이 막시미누스와 아들, 근위대장 아눌리누스 등을 살해하는 일이 벌어졌다. 아퀼레이아 시민들은 막시미누스 일당의 머리를 확인한 뒤 성문을 활짝 열어 굶주린 병사들에게 식량을 나눠줬다. 이후 라인 군단은 푸피에누스와 발비누스에게 충성을 서약했고, 푸피에누스는 항복한 라인 군단을 용서하고, 다시 원래의 근무지인 라인 강 유역으로 돌려보냈다. 이후 그는 자신이 새로 모집한 게르만 족 군인들을 이끌고 다시 로마로 돌아오게 된다.

## 죽음
하지만 푸비에누스가 전투를 북쪽에서 성공적으로 이끌고 있는 동안, 발비누스는 로마의 치안을 잘 다루는 데에 실패했다. 점차 로마의 근위대와 시민들 사이에는 공동 황제들에 대한 불만이 생겨나게 되었다. 마침내 푸비에누스가 전쟁을 끝내고 로마로 돌아오자, 푸비에누스와 발비누스 사이에는 점차 금이 가기 시작했다. 발비누스는 푸비에누스가 로마로 올때 함께 데려온 게르만 군인들을 이용하여 자신을 제거할까 두려워했고, 푸비에누스는 형편없이 로마를 다스렸던 발비누스에 실망한다. 이후 그들은 점차 멀어지게 되었고, 결국에는 황궁 내에서도 따로 집무실을 사용하며 왕래조차 하지 않게 되었다.
푸피에누스는 점차 근위대의 불만이 커져가는 것을 눈치채고, 발비누스에게 자신이 모은 게르만족 군대를 로마 시내에 배치하는 것을 허락해달라고 요구했다. 하지만 발비누스는 이 요청이 자신을 제거하기 위한 계획의 일환이라 생각하고 거부한다. 그러던 중 238년 7월 29일, 근위대의 병사들이 황궁으로 침입했다. 결국 두 사람은 암살자들이 방안에 들이닥칠 때까지 쓸데없는 논쟁을 벌이다가 체포되었다. 결국 체포된 두 사람은 곧바로 근위대 진지로 끌려갔고, 그 곳에서 반란을 일으킨 병사들에게 '원로원 황제'라고 불리며 조롱과 고문을 받다가 죽었다.